# David Davis (amerikansk politiker)
David Lee Davis, född 6 november 1959 i Unicoi, Tennessee, är en amerikansk republikansk politiker. Han representerade delstaten Tennessees första distrikt i USA:s representanthus 2007-2009.
Davis fick en distansutbildning i andningsterapi vid California College for Health Sciences (numera Independence University). Han avlade 1991 sin kandidatexamen vid Milligan College.
Kongressledamoten William L. Jenkins kandiderade inte till omval i kongressvalet i USA 2006. Davis vann valet och efterträdde Jenkins i representanthuset i januari 2007. Han förlorade sedan i republikanernas primärval inför kongressvalet i USA 2008 mot Phil Roe.